# Nattō Angel
 Nattō Angel  (ナットウエンジェル, , ou Natto, Nattou) est un groupe féminin de J-pop actif en 2009, composé de trois idoles japonaises. C'est un sous-groupe du groupe AKB48, dont ses membres font partie en parallèle. Il est créé dans le cadre de "la journée du nattō" en août 2009, et sort à cette occasion un unique single en édition limitée en trois versions différentes. Il sera réactivé l'année suivante sous le nom Nattō Angel Z, ne conservant que Miho Miyazaki entourée de nouveaux membres.

## Membres
- Nattō Angel 1 : Miho Miyazaki
- Nattō Angel 2 : Tomomi Itano
- Nattō Angel 3 : Tomomi Kasai

## Discographie
Single
- 2009.08.22 : Nattō Angel (ナットウエンジェル?)